# Гампр
Гампр (арм. գամփռ) (армянский волкодав) — аборигенная порода собак, ведущая своё происхождение с Армянского нагорья.

## История происхождения

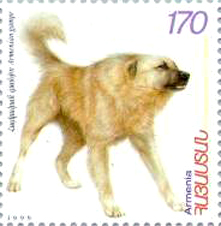
Гампр на почтовой марке Армении,1999 год, художник Альберт Кечян

Слово «гампр» (арм. Գամփռ) в смысле «большая собака» впервые письменно зафиксировано в баснях Вардана Великого (XIII век) и в сборнике «Воскепорик» Григора Татеваци (XIV—XV века)․ 
Как аборигенная порода собак Армянского нагорья, армянский волкодав известен в Армении под названием «гампр», то есть «мощный, сильный, крупный». В мировой кинологии эти собаки пока больше известны под названием кавказская овчарка армянского типа.
Собаки этого типа были распространены по всему Армянскому нагорью с доисторических времён, о чём свидетельствуют наскальные изображения, обнаруженные в различных районах исторической Армении. Среди наскальных изображений, обнаруженных на горах Ухтасар, Истису и Гегамском горном хребте, возраст которых датируется 1 тысячелетием до н. э., около 20 % петроглифов представляют собак типа современного гампра, в то время как на остальных изображениях представлены разнообразные типы собак, которые уже не существуют в настоящее время. Среди этой группы наскальных изображений много изображений сцен охоты и групп охотников с собаками, состоящих из 20-30 фигур охотников и собак. На основании наскальных изображений, которые датируются 3 тыс. до н. э., доктор-профессор Стамбульского Университета Октай Белли (Oktay Belli) установил, что в окрестностях современного города Карс в ту эпоху уже существовала псовая охота с участием нескольких собак разного типа.
В 1954 г. отступили воды обмелевшего озера Севан и были обнаружены гробницы эпохи царства Урарту, датируемые VIII веком до н. э. В одной из гробниц был обнаружен хорошо сохранившийся череп собаки. Об обнаруженной находке сообщил зоолог С. Даль в статье «Закавказская овчарка начала первого тысячелетия до нашей эры из бассейна озера Севан». Измерения и сравнения показывают, что собака, которой принадлежали найденные останки, была очень близка к волку, и, по существу, была волком, который был одомашнен несколько поколений назад. Судя по найденному черепу, собака, которой он принадлежал, внешне значительно отличалась от современных гампров и была меньше размером. У современных гампров передняя часть морды более короткая, черепная коробка более широкая, зубы более слабые. Современный гампр имеет широкий лоб, в то время как у собаки, возраст останков которой составляет 2800 лет, был лоб среднего размера.
По свидетельству историка V века Мовсеса Хоренаци, царь Санатрук в младенчестве был спасён собакой: «Легенда гласит, что младенца хранило некое новоявленное дивное животное белого цвета, посланное богами. Но, насколько мы разузнали, произошло следующее: младенца с кормилицей обнаружила белая собака, сопровождавшая вышедших на поиски».

## Сохранение породы
Проблема сохранения и разведения местных пород собак существует, к сожалению, во многих регионах, включая Армению. В начале марта 2007 г. в Ереване, Армения, в Музее природных ресурсов Армении прошла выставка собак породы гампр, организованная совместно с фондом «Биологического разнообразия Армянского нагорья». С каждым годом вопрос сохранения породы приобретает большую остроту в связи с увеличивающимся ввозом собак декоративных и служебных пород, которые в результате селекции на повышение качества экстерьера значительно уступают по своим служебным свойствам и функциональности собакам местной породы. С другой стороны, собак вывозили с Армянского нагорья и использовали для создания заводских пород. Так, например, собаки, вывезенные из Армении, как и собаки из регионов Кавказа, использовались для создания породы кавказская овчарка.
В 2009 году был основан Кинологический кинолого-спортивный союз Армении на базе клуба любителей животных «Арагил», который вошёл в состав Союза вместе с двумя крупными клубами служебного собаководства и клуба декоративных собак. Союз объединяет три крупных клуба, в которых свыше тысячи владельцев собак разных пород. Символом, изображённым на логотипе Союза, стал образ мифических собак Армянского нагорья аралезов, в описании которых угадываются особенности гампров. С первых дней существования Союза велась племенная работа по формированию достаточного по численности поголовья армянских волкодавов для регистрации стандарта и породы в международных кинологических организациях.

## Внешний вид
Современные гампры мало изменялись в течение всей истории их существования на Армянском нагорье. Гампры являются одной из немногих аборигенных пород собак, которые не подверглись жёсткой селекции по фенотипу. Разнообразию гампров немало способствовали спонтанные, а иногда и намеренные периодические вязки с местными дикими волками, которые происходят и в настоящее время. Гампры отличаются жизнеспособностью, независимостью, способностью самостоятельно принимать оптимальное решение, сильным инстинктом самосохранения, способностью осуществлять надёжную защиту и охрану мелкого и крупного домашнего скота и исключительным дружелюбием к человеку. Гампр представляет собой  истинного аборигена Армянского нагорья.
Голова крупная, хорошо обрисованная, сильно развитая, но не с выдающимися скулами, без знаков сухости, впечатляющая. Черепная часть широкая, с мягким переходом ото лба к морде. Для гампра характерны мощные челюсти. 60 % общей длины головы составляет череп, а остальные 40 % приходятся на морду. Лоб ровный и почти параллелен переносице. Щёки толстые, сухие, подтянутые. Уши расположены немного ниже уровня глаз. Цвет глаз более тёмный, чем цвет шерсти. Глаза сравнительно небольшие, миндалевидные, глубоко посаженные, слегка раскосые. Взгляд умный, властный и серьёзный. Строгое и серьёзное выражение глаз проявляется даже у щенков в возрасте нескольких недель. Зубы белые, сильные, хорошо развитые, расположены тесно друг к другу. Центры зубов расположены на одной линии. Ножницеобразный прикус. Шея мощная, крепкая, мускулистая, среднего наклона и средней длины.
Корпус удлинённой формы, индекс растянутости 108—110. Удлинённость формируется за счёт грудной клетки, а не поясницы. Грудь широкая и глубокая, со слегка закруглённой грудной клеткой. Нижняя линия груди должна быть ниже уровня локтевого сустава. Живот продолжает линию груди, слегка подтянутый. Холка выделяется над линией спины. Спина широкая, прямая, мускулистая и сильная. Поясница короткая и мускулистая. Круп удлинённый, широкий и прямой. Хвост высоко посаженный, в спокойном состоянии опущен. При ходьбе или в раздражённом состоянии поднимается над спиной и принимает серпообразную или кольцевидную форму.
Передние конечности при осмотре спереди прямые, параллельны друг другу. Локти и плечевые кости длинные, образуют угол плече-лопаточного сочленения около 108—110 градусов. Предплечья прямые, массивные, параллельно поставлены. Запястья длинные, массивные, параллельно поставлены. При взгляде сбоку запястья поставлены косо. Задние конечности при осмотре сзади — прямые и параллельные друг другу, сбоку — несколько выпрямленные в коленных и скакательных суставах. Бедро и голень длинные, скакательные суставы сильные, широкие, мускулистые. Коленный сустав хорошо выражен. Плюсны массивные, равны длине бедра. Пятки хорошо выражены. Предпяточная часть конечности длинная и сильная. Лапы круглые, крепкие, собранные, с мягкими подушечками.
Шёрстный покров обычно короткий на морде, ушах и передних конечностях. Двойная шерсть и подшёрсток должны быть хорошо развиты, чтобы защищать собаку в любых климатических условиях. В зависимости от длины шерсти различают два вида шёрстного покрова: длинношёрстные (ведётся работа по признанию длинношёрстного типа) — с удлинённым остевым волосом и короткошёрстные — с густой, относительно короткой шерстью. Окрас допускается любой. Предпочтительна тёмная маска. Ливерный и коричневый окрасы нежелательны. (Палевый и зонарный окрасы с чёрной маской предпочтительны.)
Высота в холке кобелей — не ниже 67 см, сук — не ниже 63 см, при пропорциональном сложении могут достигать 74—77 см, и 65—71 см соответственно, вес варьирует от 45 до 70 кг (при пропорциональном сложении высота в холке может быть и выше).

## Характер и поведение
«Гампр» — значит мощный, сильный, крупный. Гампр — собака многофункциональная-рабочая, он известен в Армении под разными названиями сообразно его функциональности: волкодав (охотничья, пастушеская а также воин) — гайлхе́хт (от «гайл»/«гел» — волк и «хехте́л» — душить), охотничья собака арчашу́н — «собака-медведь», с которой охотились на медведей, поторкашу́н — спасатель (из-под снежных заносов), овчарка — ховвашу́н (от «хови́в» — пастух и «шун» — собака) — «собака пастуха» и, наконец, гампр — сторожевая собака. Одной из наиболее отличительных черт собак этой породы является их независимый ум. Если гампр решит, что вы нуждаетесь в его помощи, он станет вас защищать. Гампры очень привязываются к людям и осознают себя членом семьи, особенно это относится к гампрам, живущим в доме человека. В отличие от большинства пород домашних собак, которые неосознанно посвящают себя человеку, гампры прежде должны поразмышлять об этом. Владельцу необходимо создать такие взаимоотношения с собакой, чтобы она осознала это. Если владелец будет игнорировать гампра, то он, в свою очередь, будет игнорировать владельца. Взаимоотношения с гампром скорее напоминают дружбу: она должна поддерживаться, оберегаться, иначе гампр положит ей конец, найдя себе новых друзей. У гампров есть тенденция прежде чем признать главу семьи, проявлять привязанность к младшим членам семьи, детям и женщинам. Такое же отношение гампры проявляют к подопечным домашним животным: прежде всего они заботятся о козлятах и ягнятах, и только обеспечив безопасность молодняка в стаде, начинают защищать взрослых животных стада. Попав в новое окружение, собака должна осознать, что является важной частью семьи или стада. Только после этого она останется и будет защищать. Если гампр живёт в человеческой семье или выполняет сторожевые функции, собака должна быть включена в рабочие взаимоотношения и выполнять служебные функции.

## Разведение
В начале 2000-х годов в Армении разведением собак породы гампр занимались клубы собаководства и питомники «Аралез», «Аспар», «Гампр», «Тикнапа», «Амасия», работа ведётся и в питомниках «Мхитар», «Карпат», «Уайт гампр», «Таврос», которые входят в Кинологический союз Армении, возглавляемый Виолеттой Габриелян . В питомниках проводится работа по сохранению не только экстерьерных характеристик, но и, прежде всего, рабочих качеств. На Украине разведением армянского гампра занимается питомник «Шамир».
Судя по фенотипу и близости расположения ареалов, гампры генетически близки с собаками Северного Кавказа и Восточной Анатолии, которые были вовлечены в научные исследования, показавшие, что собаки с близкими гаплотипами встречаются ещё лишь в популяциях собак, так называемого, случайного разведения Испании и Скандинавии. Только собаки без ауткроссных включений (таких, как центрально-азиатская овчарка, алабай, кочи и т. д.) должны разводиться в качестве гампров, запрещаются ауткроссы с собаками, принадлежащими к иным генетическим группам.
Существует две разновидности породы гампр: тип дворовой сторожевой собаки и тип пастушеской собаки, помогающей пастухам пасти стада. Собаки — помощники пастухов обычно сравнительно меньше по размеру, более выносливы и имеют чуть более переменчивый характер. Дворовые сторожевые собаки в общем немного выше, форма строения их корпуса более приближается к квадратной. Они более спокойны, но охранные функции у них не менее развиты. У них наблюдается склонность быть малоподвижными и оставаться на одном и том же месте. Во времена нашествий на Армению, происходивших в течение нескольких столетий, собаки типа дворовых сторожевых стали редкими, сохранившись в основном в отдалённых сёлах. Вместе с тем большое количество таких собак было вывезено из Армении и использовалось для развития других пород (таких, как центрально-азиатская овчарка, кавказская овчарка, восточно-европейская овчарка), особенно в питомнике «Красная Звезда» в бывшем СССР.